# Коптилый, Эдуард Павлович
Эдуард Павлович Коптилый (15 февраля 1970) — советский и российский футболист. Играл на позициях защитника, полузащитника и нападающего.

## Карьера
Воспитанник московской школы СК ЭШВСМ, в котором и начинал профессиональную карьеру в 1985 году. В 1990 году перебрался в воронежский «Факел». В 1991 году перешёл в московский «Асмарал», который после распада СССР получил право выступать в высшей российской лиге. Единственный матч в высшем эшелоне российского футбола провёл 6 августа 1992 года в домашнем матче 20-го тура против петербургского Зенита, выйдя на 72-й минуте на замену Владиславу Хахалеву. В 1993 году перешёл в «Шинник», в том же сезоне играл за новотроицкий «Металлург». В 1994 году вернулся в «Факел». В 1996 году перешёл в клуб МЧС. В 1997 году играл за смоленский «ЦСК ВВС Кристалл». Профессиональную карьеру завершил в 1999 году в «Коломне». С 2001 по 2005 годы играл за различные любительские клубы Москвы и Московской области.

## Личная жизнь
В 1999 году получил высшее образование, окончил Московскую государственную академию физической культуры по специальности — тренер.